# 刘光第墓
刘光第墓，为清朝戊戌六君子之一的刘光第墓葬，位于四川省富顺县城关镇。

## 沿革
刘光第在北京就义后，安葬于故乡富顺县赵化镇罗汉寺。1984年，经自贡市人民政府批准，迁葬于富顺县城五府山革命烈士陵园。墓碑由中国佛教协会会长赵朴初题写。1991年4月16日，公布为第三批四川省文物保护单位。